# Tarkovics Gergely
Tarkovics Gergely (Pászika, Bereg vármegye, 1744. szeptember 25. – Eperjes, 1841. január 16.) az eperjesi egyházmegye görögkatolikus megyéspüspöke 1817-től haláláig.

## Élete
1779-ben szentelték pappá. Rövid ideig nevelő, majd hajdúdorogi parókus. 1813-ban eperjesi vikárius lett. 1815-ben Munkácson káptalan helynök. 1817-ben az újonnan alapított eperjesi egyházmegye első megyéspüspökévé nevezte ki I. Ferenc császár, de csak 1821. június 17-én szentelték föl. A királytól megkapta a kamalduliak egykori koronahegyi kolostorát és birtokát. 32 kispap számára ösztöndíjat szerzett. 1841. január 16-án hunyt el Eperjesen. Utóda Gaganecz József.